# Liste der Biografien/Mcm
Liste der Biografien |
Portal Biografien |
Personensuche
# |
A |
B |
C |
D |
E |
F |
G |
H |
I |
J |
K |
L |
M |
N |
O |
P |
Q |
R |
S |
T |
U |
V |
W |
X |
Y |
Z |
?
 
Ma |
Mb |
Mc |
Md |
Me |
Mf |
Mg |
Mh |
Mi |
Mj |
Mk |
Ml |
Mm |
Mn |
Mo |
Mp |
Mq |
Mr |
Ms |
Mt |
Mu |
Mv |
Mw |
Mx |
My |
Mz
 
Mca |
Mcb |
Mcc |
Mcd |
Mce |
Mcf |
Mcg |
Mch |
Mci |
Mcj |
Mck |
Mcl |
Mcm |
Mcn |
Mco |
Mcp |
Mcq |
Mcr |
Mcs |
Mct |
Mcu |
Mcv |
Mcw
Die Liste der Biografien führt alle Personen auf, die in der deutschsprachigen Wikipedia einen Artikel haben. Dieses ist eine Teilliste mit 213 Einträgen von Personen, deren Namen mit den Buchstaben „Mcm“ beginnt.

## Mcm

### Mcma
- McMackon, David (1858–1922), kanadischer Sportschütze
- McMahan, Jeff (* 1954), US-amerikanischer Philosoph
- McMahon junior, Steve (* 1984), englischer Fußballspieler
- McMahon, Andrew (* 1982), US-amerikanischer Sänger und Songwriter
- McMahon, April (* 1964), schottische Linguistin
- McMahon, Brent (* 1980), kanadischer Triathlet
- McMahon, Brian (* 1961), kanadischer Ruderer
- McMahon, Brien (1903–1952), US-amerikanischer Politiker (Demokratische Partei)
- McMahon, Brigitte (* 1967), Schweizer Triathletin
- McMahon, Charlie (* 1951), australischer Didgeridoo-Spieler
- McMahon, Collin (* 1968), US-amerikanischer Autor, Drehbuchautor und Übersetzer
- McMahon, Doug (1917–1997), kanadischer Fußballspieler
- McMahon, Éabha (* 1990), irische Sängerin
- McMahon, Ed (1923–2009), US-amerikanischer Showmaster und SchauspielerEd McMahon (1923–2009)

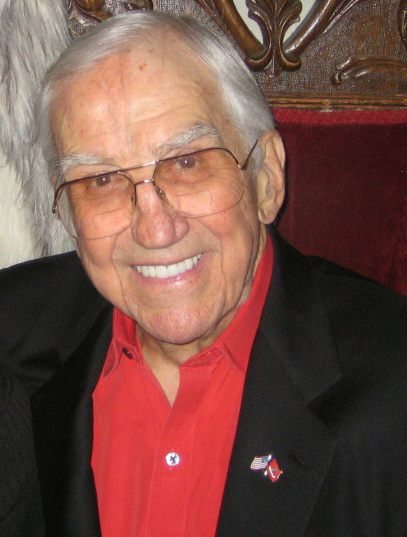
Ed McMahon (1923–2009)

- McMahon, Elizabeth (* 1993), US-amerikanische Volleyballspielerin
- McMahon, Gregory (1915–1989), US-amerikanischer Offizier und Politiker
- McMahon, Henry (1862–1949), britischer Soldat, Diplomat und Hochkommissar für Ägypten
- McMahon, Horace (1906–1971), US-amerikanischer Schauspieler
- McMahon, James (* 1980), britischer Politiker der Arbeitspartei
- McMahon, Jennifer (* 1968), US-amerikanische Autorin
- McMahon, Jim (* 1959), US-amerikanischer American-Football-Spieler
- McMahon, John A. (1833–1923), US-amerikanischer Politiker
- McMahon, John Joseph (1875–1932), US-amerikanischer Geistlicher, Bischof von Trenton
- McMahon, Julian (1968–2025), australisch-US-amerikanischer SchauspielerJulian McMahon (1968–2025)

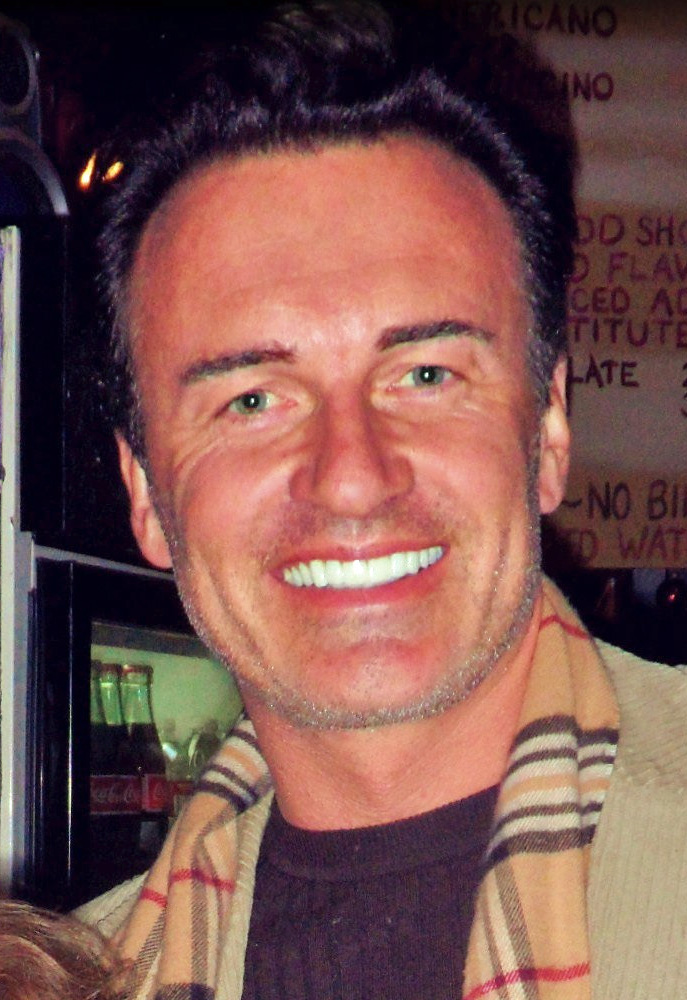
Julian McMahon (1968–2025)

- McMahon, Larry (1929–2006), irischer Politiker
- McMahon, Lawrence Stephen (1835–1893), kanadisch-US-amerikanischer Geistlicher, 5. Bischof von Hartford
- McMahon, Linda (* 1948), US-amerikanische Managerin und Politikerin
- McMahon, Malcolm (* 1949), britischer römisch-katholischer Ordensgeistlicher, emeritierter Erzbischof von Liverpool
- McMahon, Michael (* 1957), US-amerikanischer Jurist und Politiker (Demokratische Partei)
- McMahon, Michael (* 1961), schottischer Politiker
- McMahon, Mike junior (1941–2013), kanadischer Eishockeyspieler
- McMahon, Shane (* 1970), US-amerikanischer Wrestler
- McMahon, Shane (* 1970), irischer Koch und Fernsehkoch
- McMahon, Siobhan (* 1984), schottische Politikerin
- McMahon, Stephanie (* 1976), US-amerikanische Wrestlerin
- McMahon, Stephen, US-amerikanischer Basketballtrainer und -spieler
- McMahon, Steve (* 1961), englischer Fußballspieler und -trainer
- McMahon, Thomas (* 1936), englischer Geistlicher, Bischof von Brentwood
- McMahon, Timothy J., US-amerikanischer Offizier, Generalmajor der US Air Force
- McMahon, Vince (* 1945), US-amerikanischer Wrestling-PromoterVince McMahon (* 1945)

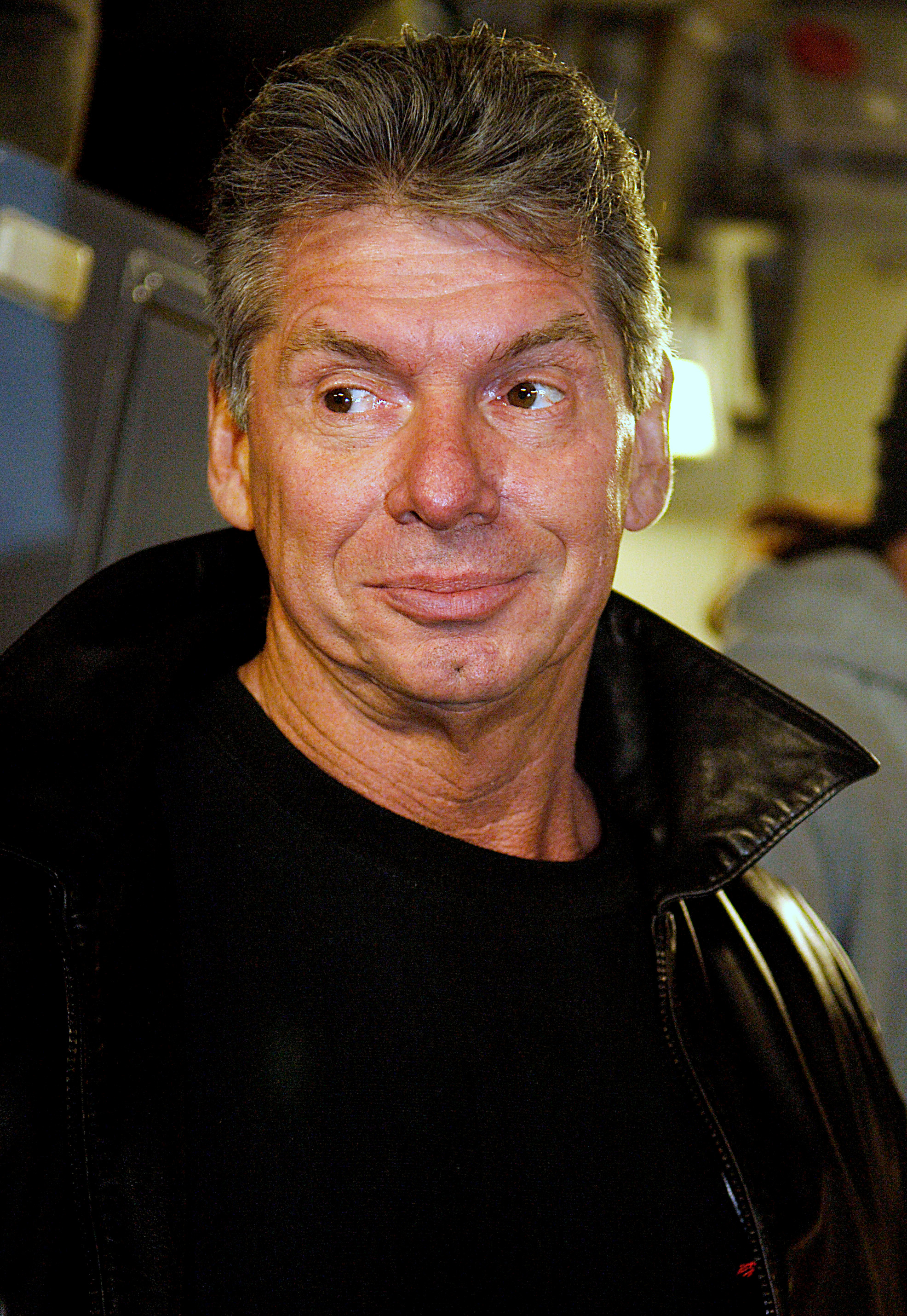
Vince McMahon (* 1945)

- McMahon, Vincent J. (1914–1984), US-amerikanischer Wrestling-Promoter
- McMahon, William (1908–1988), australischer Politiker und Premierminister
- McMahon, William C. (1895–1990), US-amerikanischer Offizier, Generalmajor der US-Army
- McMains, Cody (* 1985), US-amerikanischer Schauspieler
- McManaman, Edward Peter (1900–1964), US-amerikanischer römisch-katholischer Geistlicher, Weihbischof in Erie
- McManaman, Steve (* 1972), englischer FußballspielerSteve McManaman (* 1972)

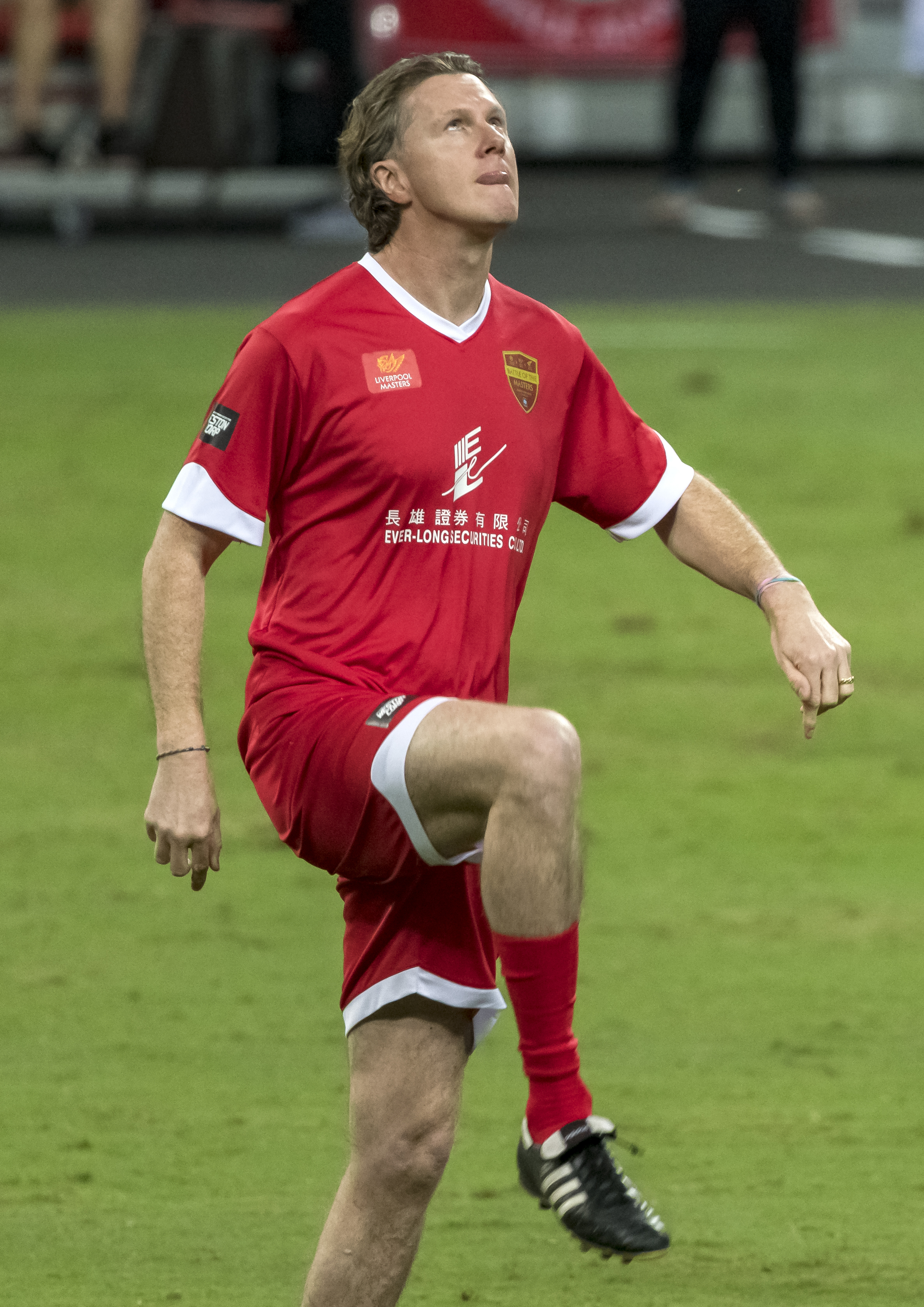
Steve McManaman (* 1972)

- McManiman, Audrey (* 1995), kanadische Snowboarderin
- McMann, Kennedy (* 1996), US-amerikanische Schauspielerin
- McMann, Lisa (* 1968), US-amerikanische Autorin
- McMann, Sara (* 1980), US-amerikanische Ringerin
- McMann, Scott (* 1996), schottischer Fußballspieler
- McManners, Joseph (* 1992), britischer Sänger, Film- und Theaterschauspieler
- McManus, Abbie (* 1993), englische Fußballspielerin
- McManus, Alan (* 1971), schottischer Snookerspieler
- McManus, Brandon (* 1991), US-amerikanischer American-Football-Spieler
- McManus, Declan (* 1994), schottischer Fußballspieler
- McManus, Edward J. (1920–2017), US-amerikanischer Politiker und Jurist
- McManus, Erwin Raphael (* 1958), US-amerikanischer Baptistenprediger, Gemeindegründer, Buchautor, Zukunftsforscher und Vordenker der Emerging Church
- McManus, Frederick R. (1923–2005), US-amerikanischer katholischer Geistlicher und Theologe
- McManus, George (1884–1954), US-amerikanischer Cartoonist und Comiczeichner
- McManus, James Edward (1900–1976), US-amerikanischer Geistlicher
- McManus, James O. (* 1894), US-amerikanischer Politiker
- McManus, Jim (1940–2023), britischer Schauspieler
- McManus, Jim (1940–2011), US-amerikanischer Tennisspieler
- McManus, Liz (* 1947), irische Politikerin, stellvertretende Vorsitzende der irischen Labour Party (2002–2007)
- McManus, Michael (* 1962), kanadischer Schauspieler
- McManus, Michaela (* 1983), US-amerikanische SchauspielerinMichaela McManus (* 1983)

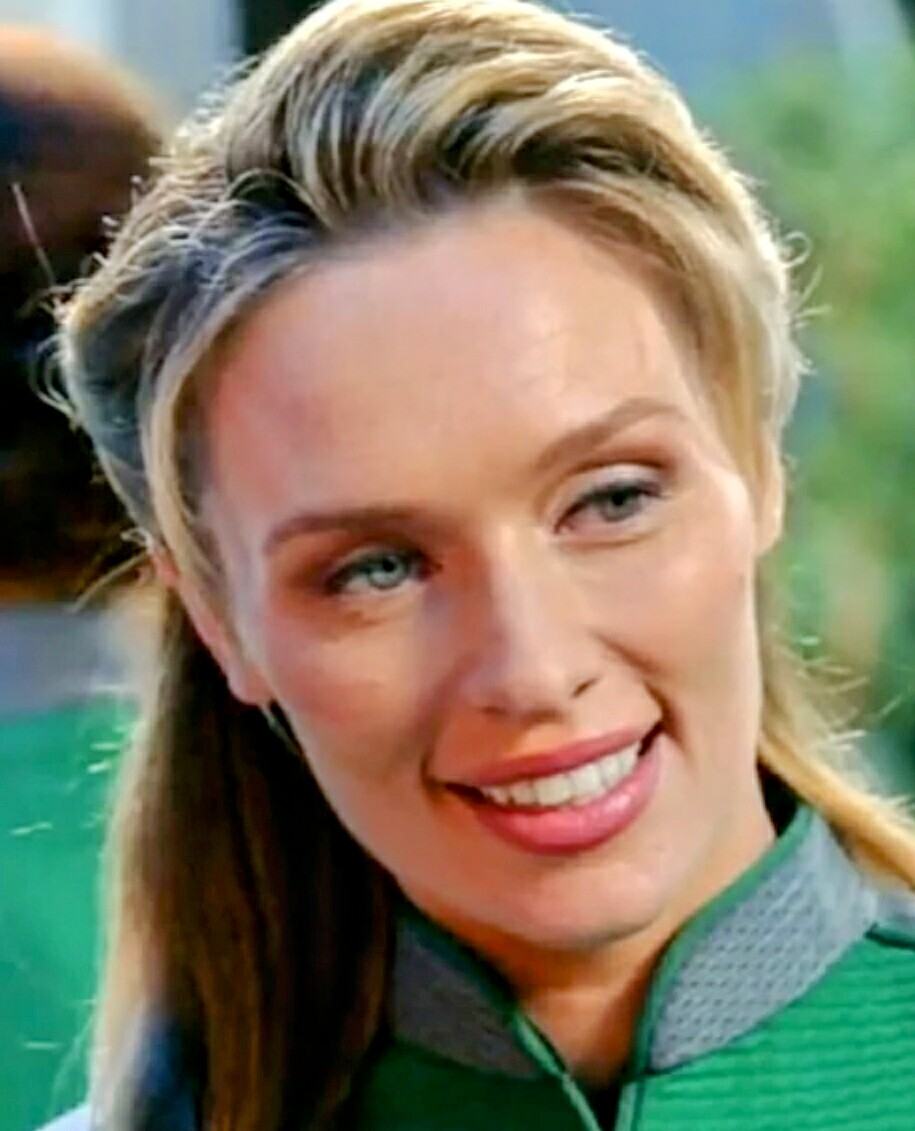
Michaela McManus (* 1983)

- McManus, Michelle (* 1980), britische Sängerin
- McManus, Robert Joseph (* 1951), US-amerikanischer Geistlicher, römisch-katholischer Bischof von Worcester
- McManus, Ross (1927–2011), britischer Musiker
- McManus, Rove (* 1974), australischer Comedian
- McManus, Sara (* 1991), schwedische Curlerin
- McManus, Stacey (* 1989), australische Softballspielerin
- McManus, Stephen (* 1982), schottischer Fußballspieler
- McManus, Terrence, US-amerikanischer Jazzgitarrist
- McManus, William (1780–1835), US-amerikanischer Jurist und Politiker
- McManus, William Edward (1914–1997), US-amerikanischer Geistlicher, römisch-katholischer Bischof von Fort Wayne-South Bend
- McMaster, Cecil (1895–1981), südafrikanischer Geher
- McMaster, Drew (* 1957), britischer Sprinter
- McMaster, H. R. (* 1962), US-amerikanischer Offizier und Nationaler Sicherheitsberater
- McMaster, Henry (* 1947), US-amerikanischer PolitikerHenry McMaster (* 1947)

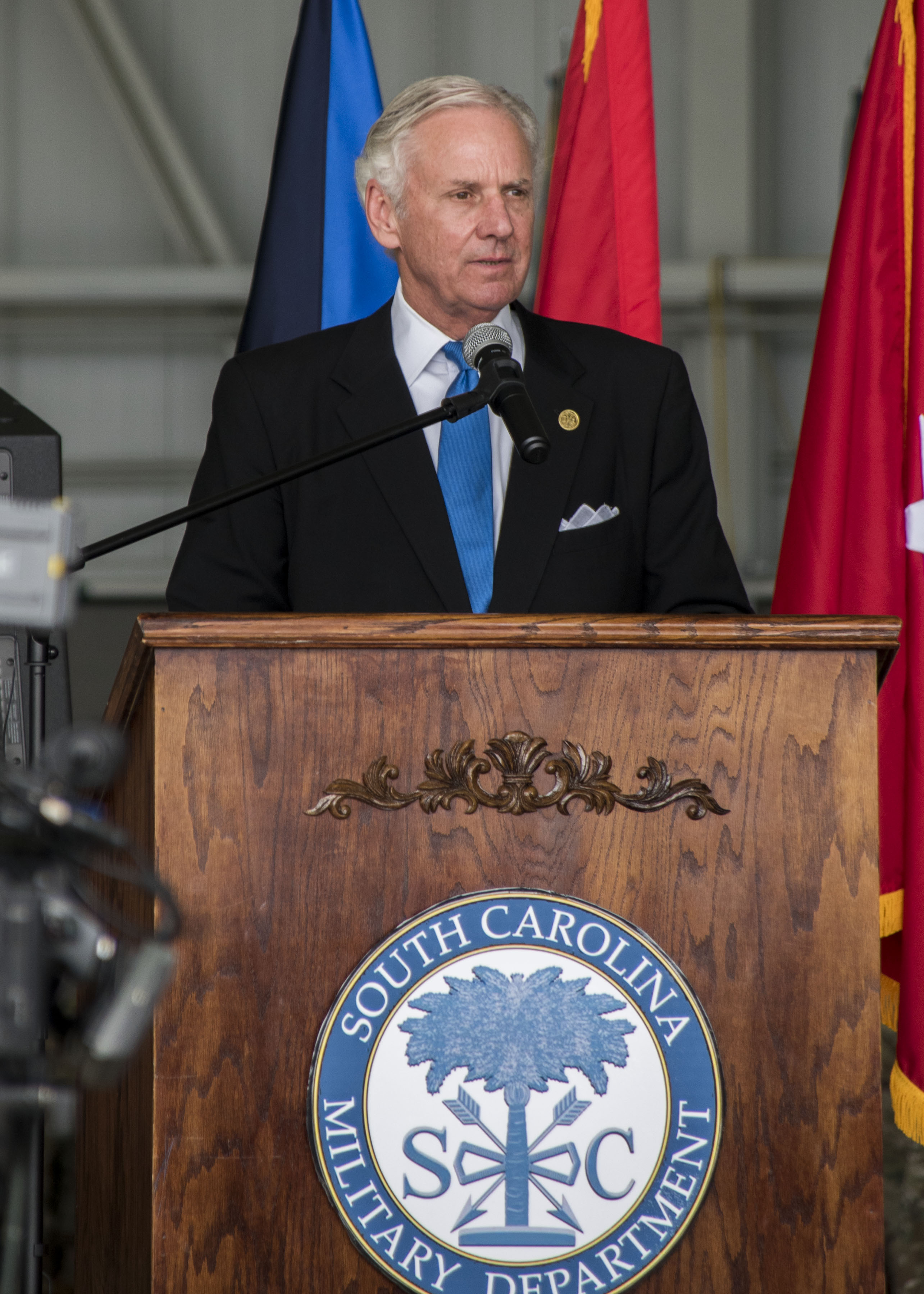
Henry McMaster (* 1947)

- McMaster, Kyron (* 1997), britischer Hürdenläufer (Britische Jungferninseln)
- McMaster, Rolland (1914–2007), US-amerikanischer Gewerkschafter
- McMaster, William H. (1877–1968), US-amerikanischer Politiker
- McMath, Robert R. (1891–1962), US-amerikanischer Astronom
- McMath, Sid (1912–2003), US-amerikanischer Politiker, Gouverneur von Arkansas

### Mcme
- McMeekin, Douggie, Schauspieler
- McMeekin, Evelyn (* 1956), britische Sprinterin und Mittelstreckenläuferin
- McMeekin, Sean (* 1974), US-amerikanischer Historiker
- McMeekin, Terence (1918–1984), britischer Generalleutnant
- McMeekin, Thomas (1866–1946), britischer Segler
- McMeeking, Robert (* 1950), britisch-US-amerikanischer Ingenieurwissenschaftler
- McMein, Neysa (1888–1949), US-amerikanische Illustratorin
- McMenamin, Ciarán (* 1975), irischer Schauspieler
- McMenamin, Conor (* 1995), nordirischer Fußballspieler
- McMenamin, Daniel (1882–1964), irischer Politiker (Fine Gael)
- McMenamin, Mark (* 1958), US-amerikanischer Geologe und Paläontologe
- McMenamy, Kristen (* 1964), US-amerikanisches Model

### Mcmi
- McMichael, Alf (1927–2006), nordirischer Fußballspieler und -trainer
- McMichael, John (1904–1993), britischer Kardiologe
- McMichael, Steve (1957–2025), US-amerikanischer American-Football-Spieler und WrestlerSteve McMichael (1957–2025)

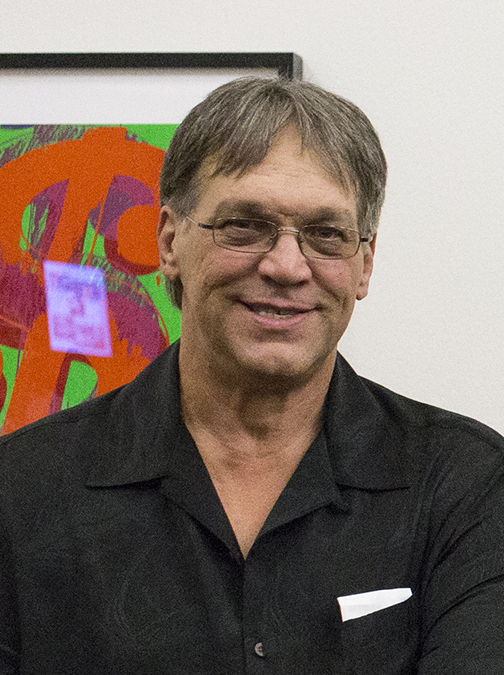
Steve McMichael (1957–2025)

- McMichen, Clayton (1900–1970), US-amerikanischer Countrysänger
- McMillan, Alex (1932–2024), US-amerikanischer Politiker
- McMillan, Angus (1810–1865), Entdecker
- McMillan, Archie (1894–1917), schottischer Fußballspieler
- McMillan, Brandon (* 1990), kanadischer Eishockeyspieler und -trainer
- McMillan, Brian (1912–1948), neuseeländischer Pilot, Skirennläufer und Skispringer
- McMillan, C. Steven, amerikanischer Geschäftsmann
- McMillan, Carson (* 1988), kanadischer Eishockeyspieler
- McMillan, Clara G. (1894–1976), US-amerikanische Politikerin
- McMillan, Colin (* 1966), britischer Boxer
- McMillan, Daniel (* 1982), britischer Handballspieler und American-Football-Spieler
- McMillan, Daniel Hunter (1846–1933), kanadischer Politiker, Vizegouverneur von Manitoba
- McMillan, Edwin Mattison (1907–1991), US-amerikanischer Physiker und Nobelpreisträger für Chemie
- McMillan, Frew (* 1942), südafrikanischer Tennisspieler
- McMillan, George junior (1943–2025), US-amerikanischer Politiker
- McMillan, Hammy (* 1963), schottischer Curler
- McMillan, Ian (1931–2024), schottischer Fußballspieler und -trainer
- McMillan, Ian Thomas (* 1988), deutsch-britischer SchauspielerIan Thomas McMillan (* 1988)

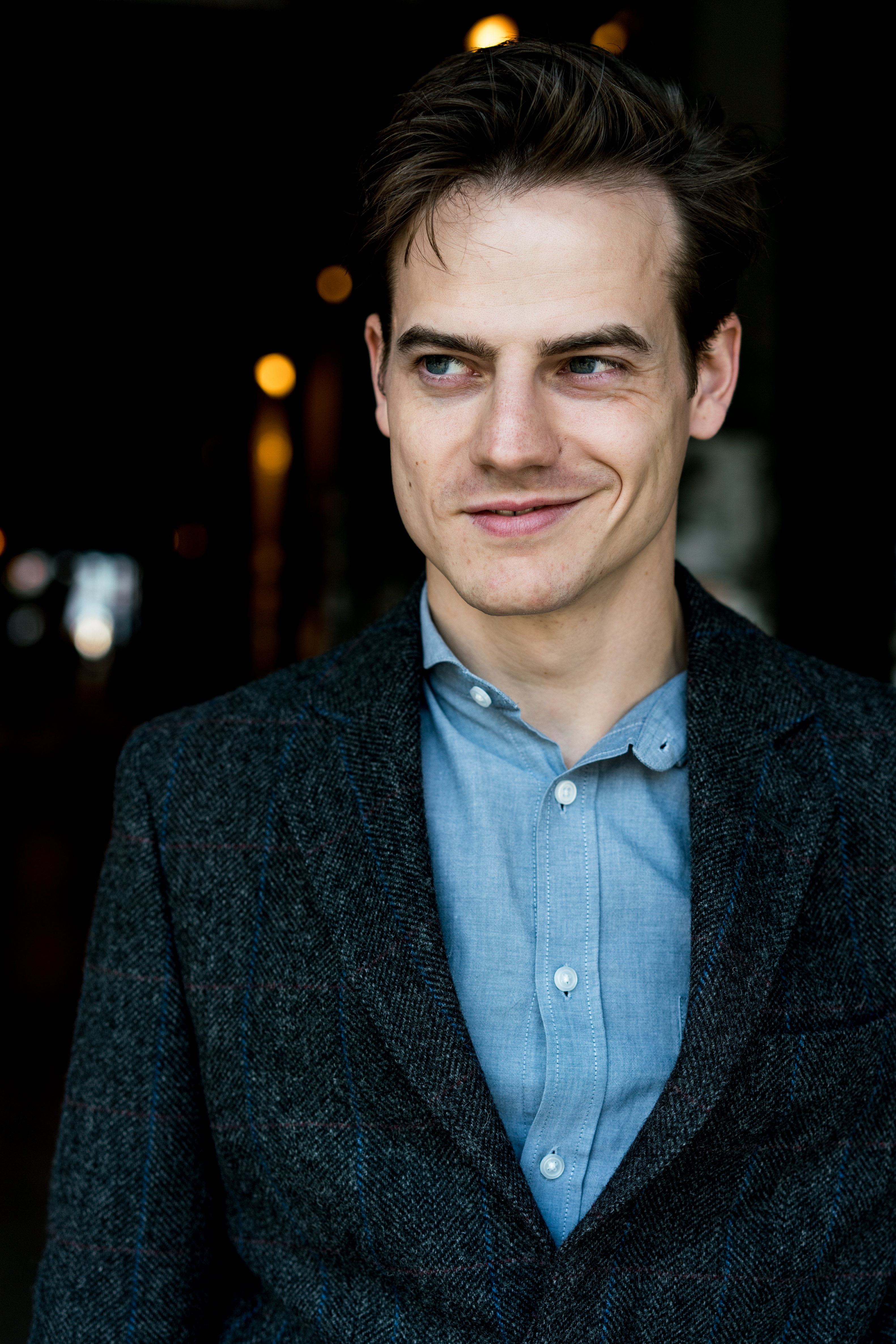
Ian Thomas McMillan (* 1988)

- McMillan, Jack (* 1997), schottischer Fußballspieler
- McMillan, Jack (* 2000), nordirischer Schwimmer
- McMillan, James (1838–1902), US-amerikanischer Politiker kanadischer Herkunft
- McMillan, John Lanneau (1898–1979), US-amerikanischer Politiker
- McMillan, Jordan (* 1988), schottischer Fußballspieler
- McMillan, Kathy (* 1957), US-amerikanische Weitspringerin
- McMillan, Kenneth (1932–1989), US-amerikanischer Schauspieler
- McMillan, Kenneth L, US-amerikanischer Informatiker
- McMillan, Margaret (1860–1931), schottisch-britische Sozialreformerin und Pionierin der Vorschulerziehung
- McMillan, Nate (* 1964), US-amerikanischer Basketballspieler und -trainer
- McMillan, Patrick (* 1991), irischer Skirennläufer
- McMillan, Rachel (1859–1917), schottisch-britische Sozialreformerin und Pionierin der Vorschulerziehung
- McMillan, Richard (1951–2017), kanadischer Film- und TheaterschauspielerRichard McMillan (1951–2017)

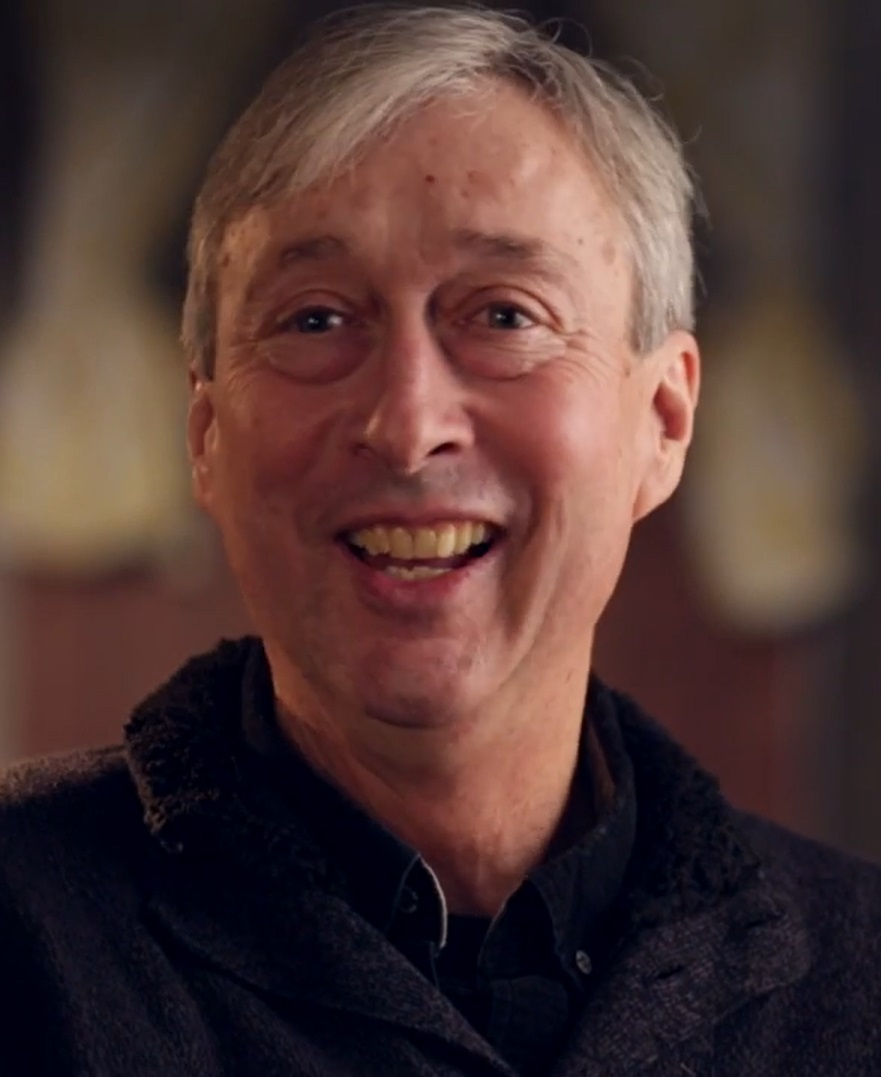
Richard McMillan (1951–2017)

- McMillan, Robert S (* 1950), US-amerikanischer Astronom
- McMillan, Samuel (1850–1924), US-amerikanischer Politiker
- McMillan, Samuel James Renwick (1826–1897), US-amerikanischer Jurist und Politiker
- McMillan, Stephenie (1942–2013), britische Szenenbildnerin
- McMillan, Stuart (* 1972), schottischer Politiker
- McMillan, Terry (* 1951), US-amerikanische Schriftstellerin
- McMillan, Tetairoa (* 2003), US-amerikanischer American-Football-Spieler
- McMillan, Thomas (1919–1980), schottischer Politiker
- McMillan, Thomas Michael (* 1945), kanadischer Politiker, Unterhausmitglied, Bundesminister
- McMillan, Thomas S. (1888–1939), US-amerikanischer Politiker
- McMillan, William (1764–1804), US-amerikanischer Jurist und Politiker (parteilos)
- McMillan, William (1929–2000), US-amerikanischer Sportschütze und Olympiasieger 1960
- McMillan, William L. (1936–1984), US-amerikanischer Physiker
- McMillan-Scott, Edward (* 1949), britischer Politiker (LibDema), MdEP
- McMillen, Bob (1928–2007), US-amerikanischer Mittelstrecken- und Hindernisläufer
- McMillen, Charles Thomas (* 1952), US-amerikanischer Basketballspieler und Politiker
- McMillen, Edmund (* 1980), amerikanischer Game-DesignerEdmund McMillen (* 1980)

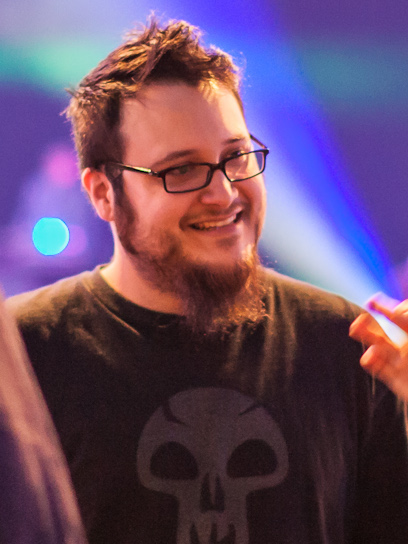
Edmund McMillen (* 1980)

- McMillen, Rolla C. (1880–1961), US-amerikanischer Politiker
- McMillen, Wheeler (1893–1992), US-amerikanischer Landwirtschaftsjournalist
- McMillian, Michael (* 1978), US-amerikanischer Schauspieler
- McMillin, Benton (1845–1933), US-amerikanischer Politiker
- McMillin, Jim (1914–2005), US-amerikanischer Ruderer, Olympiasieger (1936)
- McMillion Sheldon, Elaine (* 1988), US-amerikanische Journalistin, Filmproduzentin, Filmregisseurin und Filmeditorin
- McMillon, Doug (* 1966), US-amerikanischer ManagerDoug McMillon (* 1966)

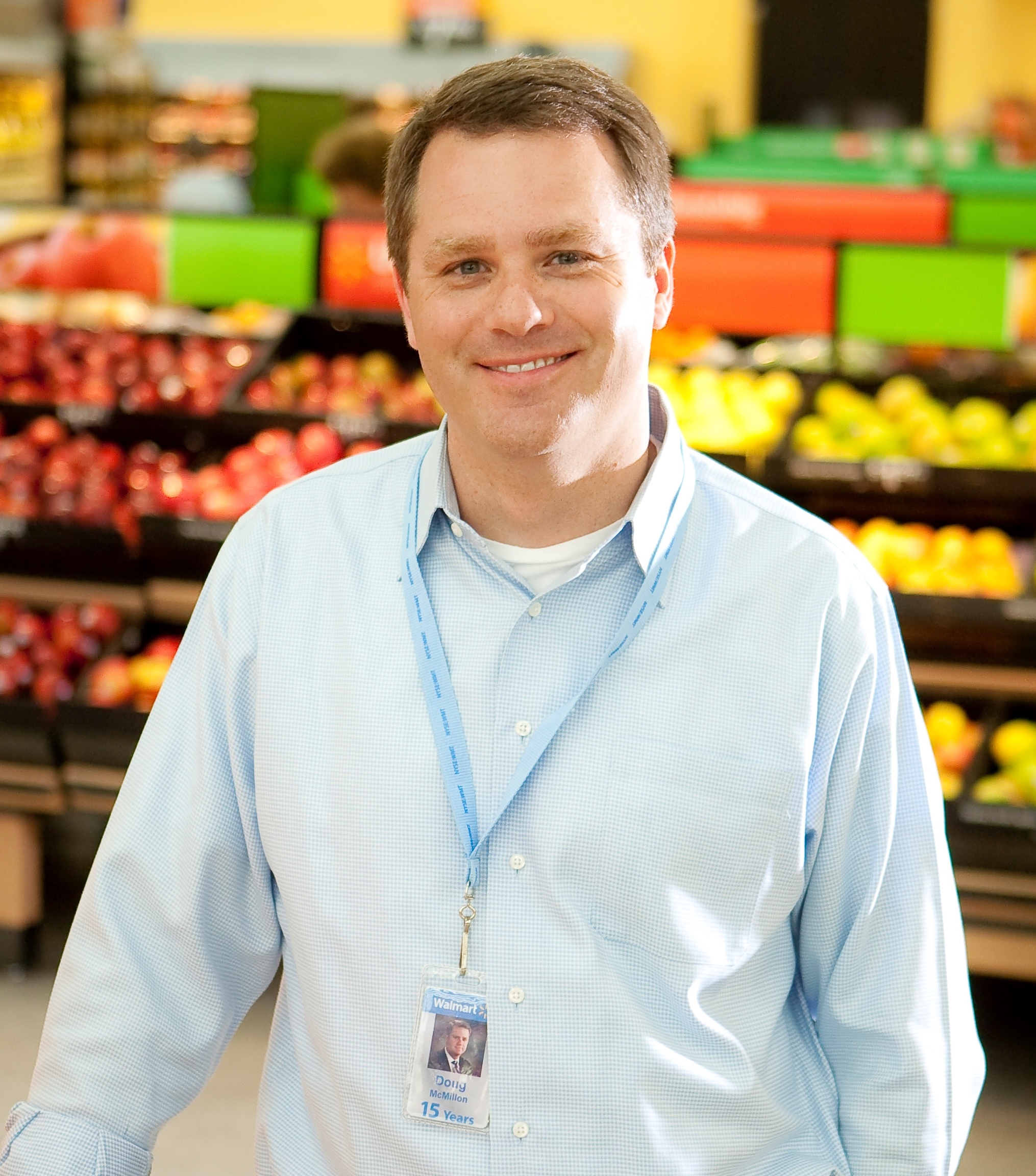
Doug McMillon (* 1966)

- McMillon, Joi, amerikanische Filmeditorin
- McMinn, Joseph (1758–1824), US-amerikanischer Politiker und fünfter Gouverneur von Tennessee
- McMinn, Teri (* 1951), US-amerikanische Schauspielerin und ehemaliges Model

### Mcmo
- McMonagle, Donald R. (* 1952), US-amerikanischer Astronaut
- McMonagle, Sean (* 1988), italo-kanadischer Eishockeyspieler
- McMoon, Cosmé (1901–1980), mexikanisch-US-amerikanischer Pianist und Komponist
- McMordie, Julia (1860–1942), britische Politikerin (Ulster Unionist Party) und Philanthropin
- McMorran, Henry (1844–1929), US-amerikanischer Politiker
- McMorrin, Anna (* 1971), britische Politikerin
- McMorris Rodgers, Cathy (* 1969), US-amerikanische Politikerin
- McMorris, Mark (* 1993), kanadischer Snowboarder
- McMorrow, James Vincent (* 1983), irischer Folkpopmusiker
- McMorrow, Melissa (* 1981), US-amerikanische Boxerin
- McMoyler, Dave, Tontechniker

### Mcmu
- McMullan, Gordon, britischer Shakespeare-Gelehrter und Professor für Englische Literatur
- McMullan, Hayes (1902–1986), US-amerikanischer Delta-Blues-Sänger, Gitarrist und Songwriter
- McMullan, Jackie (* 1955), nordirischer Hungerstreikender, Mitglied der IRA
- McMullan, Jimmy (1894–1964), schottischer Fußballspieler
- McMullan, Paul (* 1996), schottischer Fußballspieler
- McMullen, Adam (1872–1959), US-amerikanischer Politiker
- McMullen, Chester B. (1902–1953), US-amerikanischer Politiker
- McMullen, Curtis (* 1958), US-amerikanischer Mathematiker
- McMullen, Edward (* 1964), US-amerikanischer Unternehmer und DiplomatEdward McMullen (* 1964)

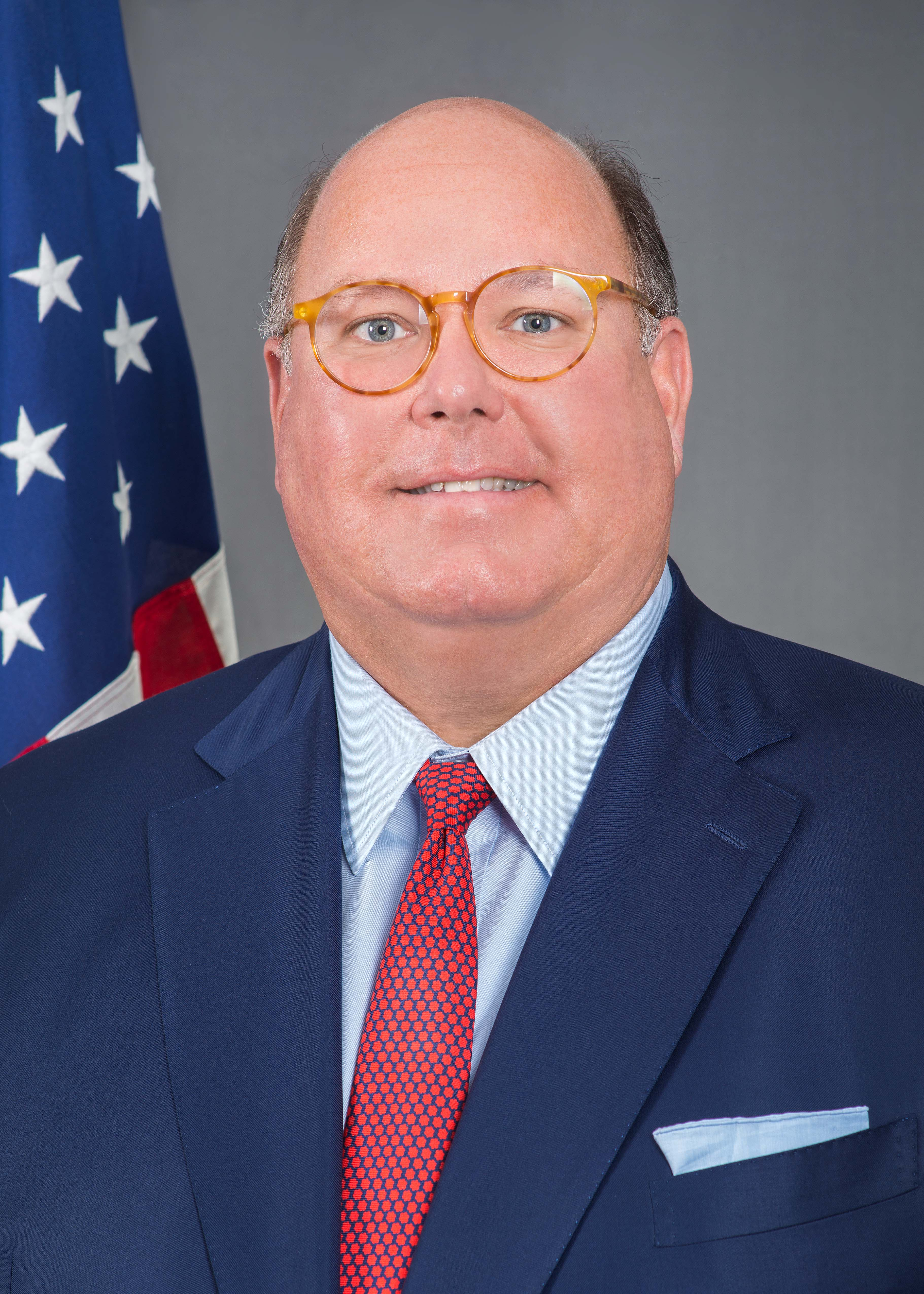
Edward McMullen (* 1964)

- McMullen, Fayette (1805–1880), US-amerikanischer Politiker
- McMullen, George, US-amerikanischer Jazzmusiker (Posaune)
- McMullen, Paul (1972–2021), US-amerikanischer Leichtathlet
- McMullen, Peter (* 1942), britischer Mathematiker
- McMullen, Richard C. (1868–1944), US-amerikanischer Politiker
- McMullen, Rodney, US-amerikanischer Manager
- McMullen, Sean (* 1948), australischer Science-Fiction-Autor
- McMullen, Zanden (* 2001), US-amerikanischer Skilangläufer
- McMullin, Alister (1900–1984), australischer Politiker, Senatspräsident
- McMullin, David (1908–1995), US-amerikanischer Hockeyspieler
- McMullin, Ernan (1924–2011), irisch-amerikanischer Philosoph und Wissenschaftstheoretiker
- McMullin, Evan (* 1976), US-amerikanischer Politiker
- McMunn, Harold (1902–1964), kanadischer Eishockeyspieler
- McMurchie, Donald (1896–1981), US-amerikanischer Politiker
- McMurdo, Dave (1944–2011), kanadischer Jazzmusiker
- McMurray, Brad (* 1971), australischer Schauspieler
- McMurray, David (* 1958), amerikanischer Jazzmusiker (Saxophone)
- McMurray, Howard J. (1901–1961), US-amerikanischer Politiker
- McMurray, Jamie (* 1976), US-amerikanischer NASCAR-Rennfahrer
- McMurray, Loren (1897–1922), US-amerikanischer Jazzmusiker (Altsaxophon, Klarinette)
- McMurray, Richard (1916–1984), US-amerikanischer Schauspieler
- McMurray, Sam (* 1952), US-amerikanischer Schauspieler
- McMurray, W. Grant (* 1947), siebter Präsident der Gemeinschaft Christi
- McMurrich, James Playfair (1859–1939), kanadischer Zoologe und Anatom
- McMurrich, William Barclay (1842–1908), kanadischer Politiker und 23. Bürgermeister von Toronto
- McMurry, Chris (* 1965), US-amerikanischer Autorennfahrer
- McMurry, John E. (* 1942), US-amerikanischer Chemiker (Organische Chemie)
- McMurry, Lillian (1921–1999), US-amerikanische Musikproduzentin, Inhaberin von Trumpet Records
- McMurry, Robert, US-amerikanischer Offizier, General der US Air Force
- McMurtrie, Anthony, neuseeländischer Squashspieler
- McMurtry, Brent (* 1986), kanadischer Skilangläufer
- McMurtry, James (* 1962), US-amerikanischer Folkrockgitarrist und Singer-SongwriterJames McMurtry (* 1962)

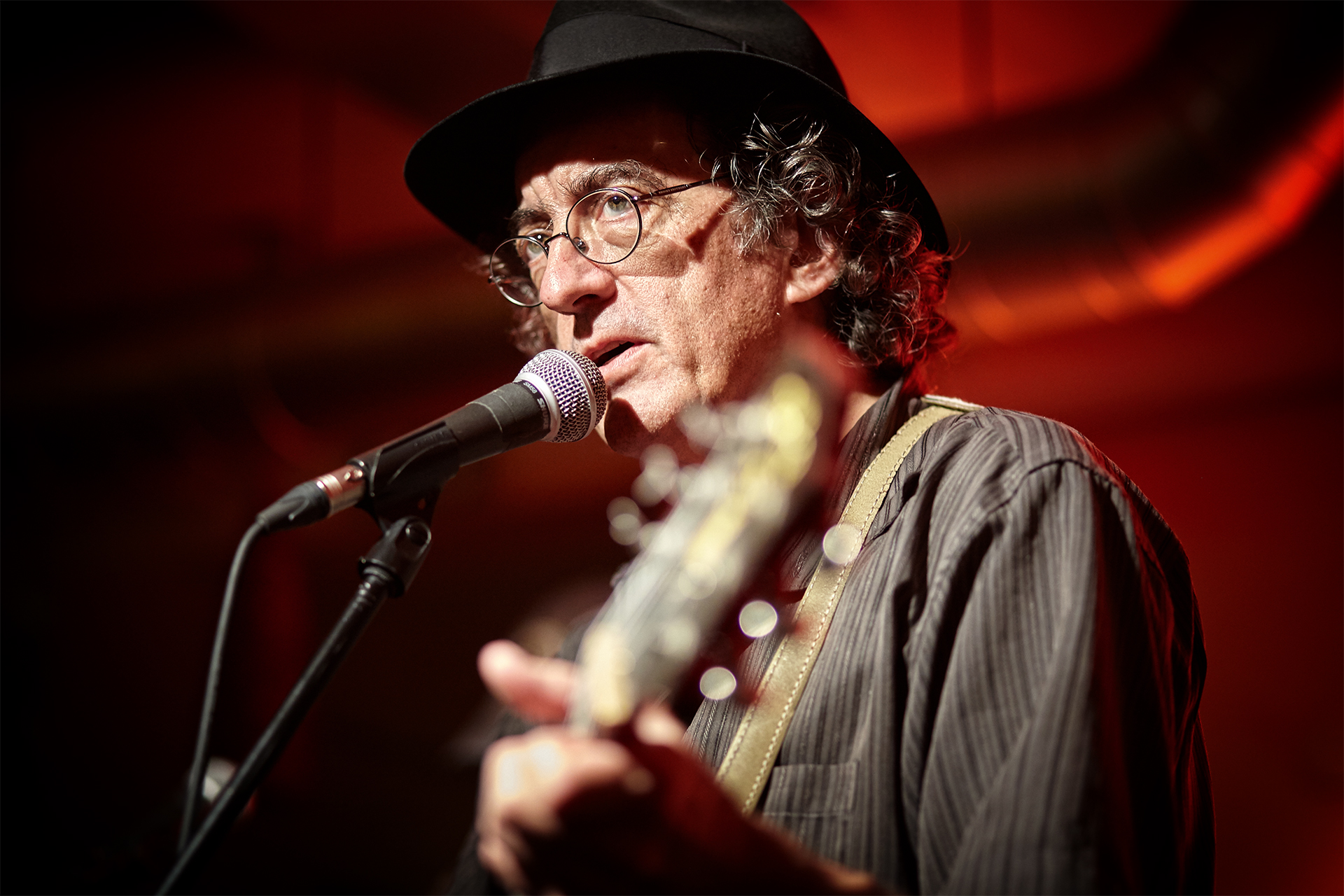
James McMurtry (* 1962)

- McMurtry, Larry (1936–2021), US-amerikanischer Romanschriftsteller und Drehbuchautor
- McMurtry, William (1801–1875), US-amerikanischer Politiker